# 双子と沈んだ大陸
『双子と沈んだ大陸』（ふたごとしずんだたいりく）は、村上春樹の短編小説。

## 概要
| 初出     | 『別冊小説現代』1985年冬号              |
| 収録書籍 | 『パン屋再襲撃』（文藝春秋、1986年4月） |

英訳はまだなされていない。オランダ出身の研究者ヤコバス・ニコラース・ウェスタホーヴェンが本作をオランダ語に翻訳している。
「208」と「209」のトレーナー・シャツを着た双子と主人公が以前交流があったという設定と、主人公が小さな翻訳事務所の共同経営者という設定は、長編小説『1973年のピンボール』のそれと共通する。

## あらすじ
喫茶店で手にとった写真雑誌の最初のページに双子の写真が載っていた。「208」と「209」の番号のついた揃いのトレーナー・シャツは着ていなかったものの、「僕」はそれが半年ほど前にわかれた双子であることがすぐにわかった。ウェイトレスにことわりを入れてそのページを切りとり、事務所に持ち帰った。
「僕」は渡辺昇という男と二人で小さな翻訳事務所を経営していたのだが、事務所には誰もいなかった。「僕」はルーペをあてて写真を細かく点検し、じっと見つめたあとで、双子と一緒に写っている男がおそらく双子の現在の宿主なのだろうという結論に達した。
夕方になり「僕」はとなりの歯医者の受付の女の子と駅まで一緒に帰る。笠原メイというのが彼女の名前だった。夕食に誘うが笠原メイは今から婚約者と約束があるのだと言った。
「いつも同じ夢を見るんだ」と「僕」は目を閉じたまま女に言った。作業員が二重の壁を作っている。壁と壁のあいだの40センチほどの空間に「僕」の服を着た双子がいて、いつものようにおしゃべりをしている。作業員はそれに気づかずレンガを積み続ける。そんな夢だった。